# Д’Амико, Бренна
Бренна Д'Амико (англ. Brenna D'Amico, род. 28 сентября 2000, Чикаго, Иллинойс) — американская актриса и певица. Она известна своими ролями Джейн в оригинальном фильме Disney Channel «Наследники» (2015), «Наследники 2» (2017) и «Наследники 3» (2019).

## Биография
Д'Амико родилась 28 сентября 2000 года в Чикаго, штат Иллинойс, в семье Дэйва и Шеннон Д'Амико. У неё есть сестра по имени Обри Д'Амико. Она участвовала в молодёжной театральной программе в Чикаго с восьмилетнего возраста. В 12 лет её родители нашли ей менеджера, а в 13 лет она поехала в Лос-Анджелес и получила свою первую актёрскую роль в «Наследники». Она переехала в Лос-Анджелес в 16 лет после выхода фильма.

## Карьера
Д’Амико дебютировала на профессиональном поприще в возрасте 15 лет в фильме Disney Channel «Наследники» в 2015 году, сыграв роль Джейн, дочери Феи-крёстной. Она повторила роль в короткометражном мультфильме «Наследники: Недобрый мир» и двух сиквелах фильма: «Наследники 2» в 2017 году и «Наследники 3» в 2019 году.
В 2020 году Д'Амико дебютировала в полнометражном фильме «Список никогда», сыграв вместе с Фивел Стюарт в роли Лиз, лучшей подруги главных героев, воображая дикие поступки, которые они никогда бы не совершили, и документируя их в своём „Списке никогда“.
В 2021 году она снялась в своей первой главной роли Эйприл Дэвис в психологическом драматическом триллере «Ночь ночь» режиссёра Ники Косс.
В 2022 году было объявлено, что она сыграет главную роль в грядущем сверхъестественном триллере «Выгорание» вместе с Сиеррой Маккормик, Джейдом Петтиджоном, Джанной ДеЧензо и Бентли Грин. После выхода «Ночь ночь» она также получила роль Эйприл Дэвис в оригинальном фильме Tubi «Раздавленный».
Д’Амико представлена артистами A3.

## Фильмография
| Год       |    | Русское название           | Оригинальное название        | Роль         |
| --------- | -- | -------------------------- | ---------------------------- | ------------ |
| 2015      | тф | Наследники                 | Descendants                  | Джейн        |
| 2015—2017 | с  | Наследники: Недобрый мир   | Descendants: Wicked World    | Джейн        |
| 2017      | тф | Наследники 2               | Descendants 2                | Джейн        |
| 2017      | с  | Бывает и хуже              | The Middle                   | Лайла        |
| 2017—2018 | с  | Куриные Девочки            | Chicken Girls                | Сэнди        |
| 2018      | с  | Киз                        | Keys                         | Брук         |
| 2018      | с  | Ночевки                    | Overnights                   | Сэнди        |
| 2018      | с  | Реанимация                 | Code Black                   | Натали       |
| 2019      | тф | Наследники 3               | Descendants 3                | Джейн        |
| 2019      | тф | Приключения Далли и Спанки | Adventures of Dally & Spanky | Эдди         |
| 2020      | ф  | Список никогда             | The Never List               | Лиз          |
| 2021      | ф  | Ночь ночь                  | Night Night                  | Эйприл Дэвис |
| 2022      | ф  | Раздавленный               | Crushed                      | Ария Голдман |